# Indépendance de Djibouti
L’indépendance de Djibouti est proclamée le 27 juin 1977, à l'issue d'un processus parfois conflictuel ayant duré une vingtaine d'années. Colonie française depuis 80 ans, Djibouti était alors, sous le nom de Territoire français des Afars et des Issas, la dernière possession française en Afrique continentale.
Après la décolonisation des autres colonies d'Afrique subsaharienne en 1960, l'attitude française ne convainc pas une importante fraction des habitants de la Côte française des Somalis, bien que des personnalités locales comme Ali Aref Bourhan soient directement associées au gouvernement colonial. Cette opposition, également alimentée par la mauvaise situation économique du territoire, se structure au sein d'associations qui critiquent parfois frontalement la France. Cette hostilité à la politique coloniale apparaît au grand jour lorsque le président de Gaulle est hué au cours d'une visite officielle en 1966. Le gouvernement français accélère alors le processus d'autonomisation et renomme la colonie en Territoire français des Afars et des Issas.
Les partis indépendantistes modérés comme radicaux se multiplient dans les années 1970, d'autant plus que la situation économique reste mauvaise. En décembre 1975, le premier ministre français Pierre Messmer reconnaît la vocation de la colonie à accéder à l'indépendance. La prise d'otages de Loyada, en février 1976, accélère le processus. Lors du référendum d'indépendance, le 8 mai 1977, plus de 99 % des votants plébiscitent l'indépendance, qui est proclamée le 27 juin 1977.
Dans un contexte intérieur tendu, Djibouti intègre alors différentes organisations internationales, tout en maintenant des liens économiques et politiques privilégiés avec la France. Son premier dirigeant, Hassan Gouled Aptidon, reste au pouvoir jusqu'en 1999.

## Le contexte social, politique et économique du Djibouti colonial tardif (années 1960)

### Une métropole française forte qui ne convainc pas

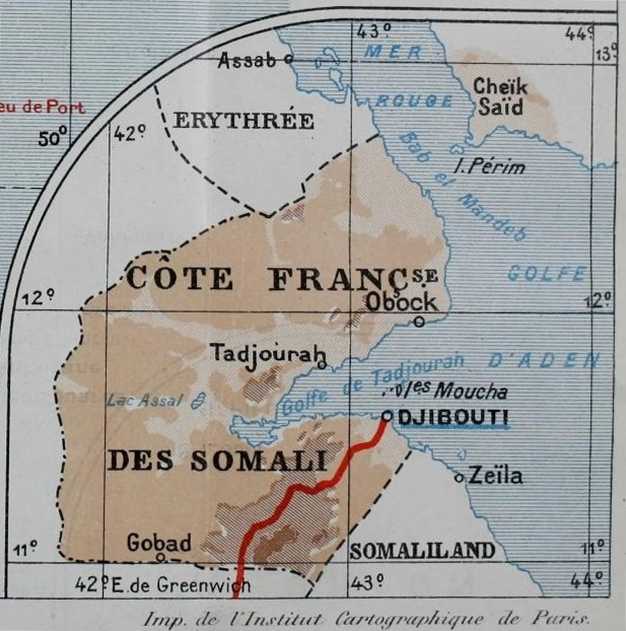
Carte de la Côte française des Somalis.

La fin de la Seconde Guerre mondiale est synonyme pour la France de multiplication des indépendances coloniales sur le continent africain. Certaines colonies comme la Côte française des Somalis, petit territoire à l'entrée de la mer Rouge, sont exclues de cette décolonisation rapide. 
Dès le référendum de 1958 la division de la vie politique est présente sur la question de la décolonisation rapide ou modérée. Les Afars, minorité ethnique de la colonie, sont privilégiés par la France contre les ethnies somalies majoritaires et plus rétives à l'autorité française : le jeune Ali Aref Bourhan est ainsi nommé vice-président du Conseil de gouvernement en 1960 et Ahmed Ali est au ministère de l'Intérieur, tous deux sont soutenus par les Afars.,
Le 26 août 1966, des Djiboutiens indépendantistes interrompent le discours que prononce place Lagarde Charles de Gaulle, le président de la République française alors en visite. Cet événement entraîne sept mois de répression militaire sur le territoire : couvre-feu à 18 heures, répression violente et parfois mortelle des opposants politiques. Djibouti se retrouve isolée du reste du territoire par une barrière de barbelé longue de 14 kilomètres. Les autorités justifient cette mesure par la nécessité de contenir à l'extérieur de la ville les paysans quittant la campagne pour fuir la pauvreté, ce qui entraîne la constitution de véritables bidonvilles aux portes de la ville.
Le 19 mars 1967, le référendum d'autodétermination de la population du Territoire décidé par le gouvernement métropolitain donne une réponse positive au maintien des liens et de la présence française en Côte française des Somalis, alors rebaptisée Territoire français des Afars et des Issas., Ce vote est cependant marqué par la fraude électorale : les chefs nomades et les administrateurs coloniaux se concertent pour déterminer le candidat pour lequel la tribu vote tandis que de nombreux électeurs sont privés de carte électorale.
Le débat politique après ce référendum est toujours centré sur l'indépendance. De nombreux partis politiques sont formés, dont la Ligue populaire africaine pour l'indépendance (LPAI) de Hassan Gouled Aptidon et Ahmed Dini,.

### Un climat social et économique sous tension
Le chômage est omniprésent pour la population colonisée. L'économie se fonde sur les activités de manutentions, de transport (principalement maritime) et de quelques services qui ne suffisent pas à compenser l'exode rural de paysans désireux de fuir la pauvreté.
Cette situation atteint son pic dans les années 1960-1970, avec un taux de chômage atteignant 80% à Djibouti en 1975. La très faible mise en valeur agricole et industrielle de la colonie ne permet pas une égalité de l'emploi et de rémunération sur le territoire. L'attitude du gouvernement colonial favorisant les travailleurs venus de métropole.
La faiblesse de l'éducation accentue la situation. Les structures culturelles comme les bibliothèques sont inexistantes. Ce n'est qu'au début des années 1970 qu'un premier élève autochtone devient bachelier. Peu atteignent encore la fin du niveau secondaire. Les jeunes diplômés du lycée technique, quoique compétents, sont victimes des clichés dévalorisant leur aptitude au travail.
En 1967 des tensions indépendantistes découlent de cette situation de crise sur le marché de l'emploi. La région de Tadjourah marquée qui n'échappe pas au chômage voit ses jeunes manifester contre l'emploi de prisonniers de droit commun à des postes qualifiés qu'ils auraient pu occuper. 
En fond de ces revendications, c'est bien le statut colonial et les figures politiques locales appliquant la volonté gouvernement français qui sont remis en question. 
La situation se transforme vite en révolte initiée par le chef local, le sultan Habib. Pour calmer les tensions, le président du Conseil de gouvernement et son assistant se rendent dans le district de Tadjourah où ils rencontrent une jeunesse mobilisée réclamant la démission du gouvernement.
Les exemples de mobilisation se multiplient dans la colonie après cette date pendant dix ans.

## Un  processus d'indépendance accéléré (années 1970)

### Les forces en présence
La révolte de Tadjourah est le point de départ d'une mobilisation de la jeunesse djiboutienne.
Cette jeunesse ne se mobilise pas sans préparation. Elle est structurée dans le cadre d'associations, l'Union pour le développement et la Culture (U.D.C) par exemple ou encore des Etudiants Afars (U.N.I.C.A.S), qui portent les valeurs démocratiques. Elles forment la jeunesse locale à développer l'esprit critique et d'analyse de la situation coloniale.
Ces deux organisations parmi d'autres ont un objectif éducatif auprès de la jeunesse scolarisée, lui donnant des perspectives d'avenir grâce à l'éducation. Elles contredises donc le discours politique qui encourage les enfants à quitter le système éducatif pour s'insérer sur le marché du travail. 
Ces organisations reçoivent rapidement l'approbation de la majorité de la population locale. Le gouvernement quant à lui y voit une menace à la stabilité.
L'U.D.C est un cas à part puisque l'association se politise au fil des années.
Les pays limitrophes de la colonie, l'Ethiopie et la Somalie sont également des acteurs de ce processus de décolonisation, soutenant l'indépendance de Djibouti sur fond de rivalité d'influence. 
Le gouvernement somalien encourage le territoire de Djibouti à se raccrocher à lui. Pour cela il préconise un deuxième référendum de la population djiboutienne pour déterminer une possible indépendance.
Quant à l'Ethiopie elle soutient l'indépendance totale de Djibouti.
La politique locale est marquée par l'influence de ces deux pays puisqu'en effet ils soutiennent les partis indépendantistes qui émergent dans les années 1970 à Djibouti et trouvent écho dans la population locale.
Les partis radicaux comme le FLCS (Front de libération de la Côte des Somalis) ainsi que le MLD (Mouvement de libération de Djibouti) sont soutenus par la Somalie.
Les partis modérés, souhaitant une indépendance progressive en accord avec le gouvernement français comme le MPL (Mouvement populaire de libération (Djibouti) ou l'UNI (Union Nationale pour l'Indépendance) sont soutenus par l'Ethiopie. 
Cette opposition politisée dans les années 1970 est bien différente en comparaison avec l'origine du mouvement : des associations à but éducatif dans la colonie. 
De véritables milices contre le gouvernement s'organisent surtout à Djibouti (ville).
Le gouvernement de la métropole est le deuxième protagoniste le plus important de la crise naissante. Celui-ci à travers M. Pierre Messmer, Premier ministre devant l'Assemblée Nationale, reconnaît en décembre 1975 la vocation de la colonie à accéder à son indépendance. 
Le gouvernement français néanmoins profite donc de l'opposition politique dans colonie pour choisir le représentant de gouvernement le plus à même de le remplacer à la tête de Djibouti lorsque celle-ci sera indépendante.

### Les modalités d'accession à l'indépendance
Le gouvernement de la métropole française propose, après avoir reconnu la nécessaire accession à l'indépendance, la tenue d'une conférence pour en définir les modalités. 
La métropole souhaite maîtriser le processus de décolonisation en imposant le tenue de cette conférence à Paris. Les modalités doivent être déterminées au plus vite entre le gouvernement et les différents partis car la situation échappe au contrôle colonial.
Il est décidé lors de cette conférence en mars 1977 : le maintien de la présence militaire française perpétuelle sur le territoire de Djibouti (encore constatable aujourd'hui), une politique de coopération privilégiée entre Djibouti et la France et une aide budgétaire au futur Etat indépendant. 
Les Afars ayant boycotté la Conférence de Paris sont mis de côté dans le gouvernement au profit de l'ethnie Somali. La coopération entre les différentes ethnies sur le territoire n'est donc plus d'actualité comme elle pouvait l'être dans les idéaux des organisations associatives du début de la décennie.
La Conférence d'Accra se tient quelques semaines après celle de Paris entre les partis Somalis et Afars. 
L'objectif est dicté dès l'ouverture par Ahmed Dini, porte-parole du L.P.A.I : "Les accords de Paris sont intangibles. Si nous sommes ici aujourd'hui, c'est pour associer nos compatriotes à ces accords.".
Malgré la volonté de mettre au point une politique unique pour l'indépendance, trois points séparent les partis. 
Les partis représentants l'ethnie Afar se positionnent contre les élections pour former une Assemblée Constituante, le mode d'élection et la présence militaire française perpétuelle.
La Conférence aboutit tout de même sur un accord. Il est convenu que le gouvernement français n'est pas l'acteur adéquat pour organiser les élections de l'Assemblée Constituante. Son   seul rôle est d'organiser le référendum d'autodétermination. Le futur gouvernement de Djibouti doit quant à lui garantir la mise en place des institutions démocratiques.
Ces modalités d'accession à l'indépendance reste fragile puisque la vie politique reste sous tensions avec l'opposition des différents partis radicaux et modérés.
A ces tensions politiques l'opposition au gouvernement français se radicalise. Le parti F.L.C.S (Front de libération de la Côte des Somalis) enlève en 1976 un bus scolaire du T.F.A.I où se trouvait une trentaine d'enfants français.

## Les conséquences immédiates

### Politique: un gouvernementIssa

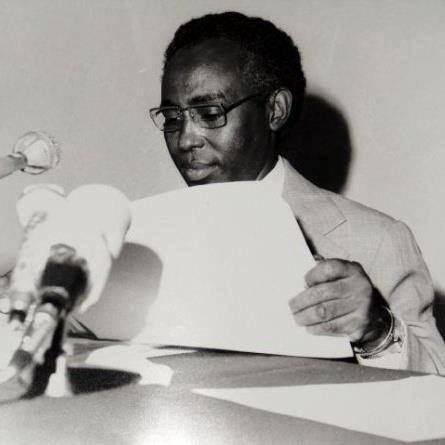
M. Ahmed Dini, premier ministre en 1977

Le parti unique à circonscription unique sur le territoire de Djibouti est le modèle administratif favorisé. L'argument des métropolitains est le suivant : le multipartisme favoriserait le tribalisme.
Djibouti obtient l'indépendance par référendum le 8 mai 1977. Le vote est unanime, 99.75% des inscrits se sont prononcés pour cette indépendance, proclamée le 27 juin 1977.
Le cabinet de transition vers l'indépendance est dirigé par M. Ahmed Dini, Premier ministre, et M. Hassan Gouled Aptidon, premier Président élu. L'ethnie Issa est donc à la tête du gouvernement, soutenue par la Somalie.
Le M.P.L (parti radical) convoque un congrès en juillet 1977 exprimant son opposition à la politique de détachement progressif choisie. Ce congrès permet de déterminer l'avenir du parti.
La première solution serait de dissoudre le parti pour influencer les décisions du gouvernement en intégrant les partis Somalis. La deuxième qui consiste à agir en clandestinité est retenue. Le M.P.L est dissout le 18 décembre 1977 à la suite d'un attentat le 16 décembre contre un bar "Le Palmier en Zinc" qui est non revendiqué. L'opinion publique comme les dirigeants politique sont unanimes sur les responsables de cet attentat.
La situation politique et sociale du jeune pays est marquée par les oppositions tribales. Celle-ci n'est pas résolue avant la fin des années 1990 opposant le nord du pays contrôlé par les Afars et la capitale par les Issas ainsi que les samarone.

### L'attrait relatif de la communauté internationale pour le jeune Etat indépendant
Cette indépendance est accueillie positivement par la communauté internationale, surtout par les pays du continent africain, la présence militaire française garantissant à la région une stabilité. Cet accueil s'exprime par un soutien financier de la communauté internationale.
L'aide économique est également garantie par la France sous forme de caisses (la Caisse centrale de coopération économique). La France occupe une place privilégiée dans la coopération économique et financière avec Djibouti conformément aux accords établis durant la Conférence de Paris Mais aussi à l'échelle européenne avec le Fonds d'investissement pour le développement économique et social. Le financement européen sert le "Programme exceptionnel au profit de travaux urbains hydrauliques et ruraux". S'y ajoute le F.E.D (Fonds européen de développement).
Entre 1976 et 1980, 5,8 millions de franc (monnaie) français sont investis dans l'éducation supérieure et le développement urbain (assainissement de la ville de Djibouti (ville), chantiers de forges hydrauliques). Divers financements privés existent venant différents secteurs : scientifique, sportif, agricole..., que l'on appelle : financements mixtes. Néanmoins les financements mixtes venant de France sont monopolisés par les groupes sociaux gravitant autour des dirigeants politiques ou profitant à la ville seule de Djibouti (ville), quand ils sont investis. Grâce à ces financements mixtes est construit le Centre de vacances du Day ou le Centre sismologique d'Arta (82 millions de Franc Djibouti, soit 2,3 millions de francs français).
Djibouti adhère également aux communautés économiques tel que la Ligue arabe.

### Monographies
- Marie-Christine Aubry, Djibouti: bibliographie fondamentale, domaine francophone, Paris, L'Harmattan, 1990, p. 168
- Ismaïl Ibrahim Houmed, Indépendance, démocratisation, enjeux stratégiques à Djibouti, Paris, l'Harmattan, 2002, 194 p.
- Ali Yacoub Mahamoud, L'accession à l'indépendance de Djibouti, Paris, S.I, 1996
- Roukya Osman, Djibouti, Bruxelles et Louvain-la-Neuve, De Boeck, 2014, 128 p.

### Articles et chapitres
- Maurice Flory, « L'indépendance de Djibouti », Annuaire Français de Droit International, vol. 23,‎ 1977, p. 295-306 (lire en ligne)
- Simon Imbert-Vier, « Après l'Empire : violences institutionnelles dans le Djibouti colonial tardif », French colonial History, vol. 13,‎ 2012, p. 91-110 (lire en ligne)